# Kathryn Thomson
Pour les articles homonymes, voir Thomson.
Kathryn Thomson (née le 26 janvier 1996 à Irvine) est une patineuse de vitesse sur piste courte britannique.

## Biographie
Kathryn Thomson naît le 26 janvier 1996 à Irvine et grandit à Kilmarnock.
En 2009, elle participe au Future Champions Trophy à Amsterdam ; elle s’entraîne à l’époque deux fois par semaine.
En 2012, elle déménage à Nottingham pour se consacrer à sa pratique sportive à plein temps,,. Au Festival olympique d'hiver de la jeunesse européenne 2013, en Roumanie, elle obtient une médaille de bronze au 500 mètres et tombe en demi-finale du 1500 mètres.
Aux Championnats d’Europe 2014 à Dresde, elle reçoit une médaille d’argent au relais féminin, avec Alex Stanley, Charlotte Gilmartin et Elise Christie.
Thomson se qualifie pour les Jeux olympiques de 2018 sur les trois distances individuelles,.
Au cours de la saison de Coupe du monde de patinage de vitesse sur piste courte 2018-2019, elle fait partie de l’équipe de relais mixte qui remporte le bronze à la manche de Dresde, aux côtés d’Elise Christie, Farrell Treacy et Jack Burrows.
Elle participe aux épreuves de patinage de vitesse sur piste courte aux Jeux olympiques de 2022. Au 500 mètres, elle chute en séries dans le premier virage de sa course, et accuse sa compétitrice polonaise Patrycja Maliszewska d'avoir causé la chute, mais les juges ne sanctionnent personne.